# Akadama

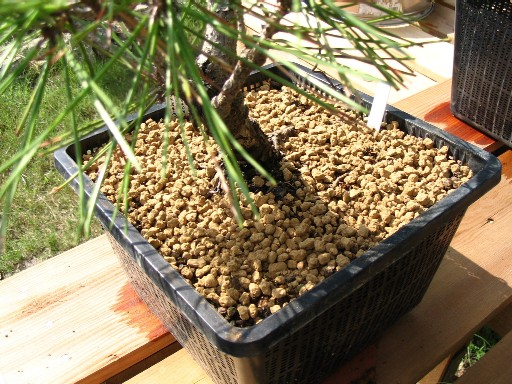
akadama in vaso

Akadama (in giapponese "Terreno a palle rosse") è un componente argilloso utilizzato per la preparazione di terricci per bonsai nonché di fondi per acquari d'acqua dolce.

## Origine
È un'argilla di origine vulcanica raccolta alla profondità di 3 metri nel sottosuolo di foreste di Cryptomerie in Giappone. L'Akadama viene raccolta e asciugata, riscaldata per rimuovere organismi e parassiti, infine polverizzata in diverse grandezze.
Essa viene usata principalmente in campo bonsaistico, dove può essere utilizzata come unico componente del terriccio, oppure essere combinata con altri elementi, come sabbia, lapillo lavico, torba, o ghiaia.

## Uso nella coltivazione dei bonsai
L'akadama viene usata nella coltivazione bonsai per alcune sue peculiarità:
1. fornisce il giusto equilibrio di acqua, aria e sostanze nutritive;
2. contiene enormi quantità di minerali grazie alla sua origine vulcanica;
3. trattiene a lungo l'acqua senza tenere troppo umide le radici;
4. aiuta il coltivatore a capire quando innaffiare, poiché perdendo umidità il suo colore da scuro ritorna giallognolo-rossastro;
5. ha un pH neutro (pH 6,5-6,9), quindi non è in genere necessario modificare l'acidità dell'acqua.

Nonostante le sue caratteristiche positive, molti coltivatori ritengono il suo utilizzo "non indispensabile" e proibitivo, a causa dell'eccessivo costo.

## Distribuzione commerciale
L'akadama viene esportata in Italia e in molti paesi del mondo da un'unica azienda con il classico sacco a strisce rosse.
Esiste un prodotto simile fabbricato negli Stati Uniti e chiamato Turface.
L'Akadama è reperibile presso i Centri Specializzati per la coltivazione dei Bonsai